# 斯洛赫特伦
斯洛赫特伦（荷蘭語：Slochteren，发音：[ˈslɔxtərə(n)]）是荷兰东北部格罗宁根省的一个城市，面积为158.84平方公里，2007年人口为15,188，境内拥有众多天然气资源。
2018年1月，斯洛赫特倫與同省的霍赫贊德-薩珀梅爾和门特沃尔德合併，成立新的市镇－中格羅寧根（Midden-Groningen）。

## 人口中心
Denemarken, Froombosch, Harkstede, Hellum, Kolham, Lageland, Luddeweer, Overschild, Schaaphok, Scharmer, Schildwolde, Siddeburen, Slochteren, Steendam, Tjuchem, Woudbloem。